# 319636 Dziewulski
319636 Dziewulski este o planetă minoră (asteroid), cu un diametru de 3,538 km, din centura de asteroizi. A fost descoperită pe 23 septembrie 2006 la Molėtų astronomijos observatorija⁠(d) de . 
Obiectul prezintă o orbită caracterizată de o semiaxă mare de 2,645231268674 UAi, o excentricitate de 0,17021780928907, o înclinație de 18,481745529291 ° în raport cu ecliptica.